# Hulttjärnen (Gustav Adolfs socken, Värmland, 665946-139457)
Hulttjärnen är en sjö i Hagfors kommun i Värmland och ingår i Göta älvs huvudavrinningsområde. Sjöns area är 0,012 kvadratkilometer och den är belägen 260 meter över havet.